# Ceratostema peruvianum
Ceratostema peruvianum là một loài thực vật có hoa trong họ Thạch nam. Loài này được Pers. mô tả khoa học đầu tiên năm 1805.